# Prudencio de Aybar y Bazán
Prudencio de Aybar y Bazán (La Rioja, 1672 - Catamarca, 1719) fue un destacado conquistador del Tucumán -actual norte de la Argentina-. Era hijo del noble caballero navarro Prudencio de Aybar y de doña María Magdalena Bazán de Pedraza. Los Aybar eran una familia perteneciente a la nobleza navarra, cuyos orígenes se remontan a Iñigo de Aybar- Arista- primer Rey de Navarra, coronado en el año 865. También en el escudo de armas del Rey de Navarra, en el siglo XI, aparece la familia Aybar como una de las  doce familias de Ricoshombres, según el Libro de Armería de Navarra. Los Ricoshombres eran lo más granado de la alta nobleza de Navarra, con prestigio social, capacidad económica, y atribuciones políticas en el reino. Eran los consejeros del rey, sin ellos no se podía hacer la paz, ni declarar la guerra,y funcionaban como Tribunal de Justicia. Estaban emparentados con el Rey.
Por parte de su madre, Prudencio de Aybar y Bazán, también era descendiente de Ricoshombres de Navarra, ya que el apellido Bazán, figura también, en el escudo de Armas del Rey de Navarra. Doña María Magdalena Bazán era hija, a su vez, del destacado conquistador del Tucumán, Juan Gregorio Bazán.
Con ese nivel de relaciones y de poder, podemos explicar, la gran herencia de Prudencio de Aybar y Bazán y la gran extensión de su encomienda.    

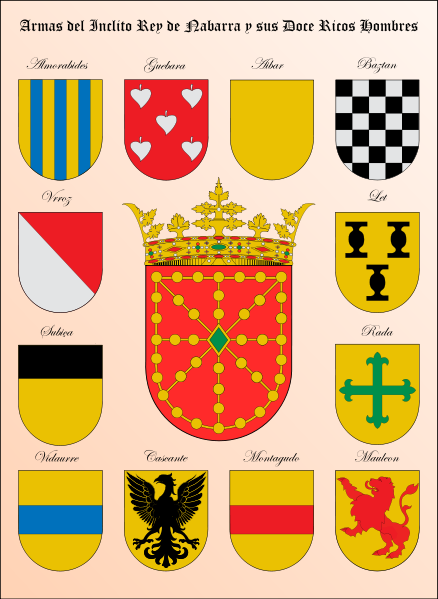
Ricos hombres.svg

## Trayectoria
Tuvo una importante carrera militar. Fue Capitán de Caballos de Coraza para el servicio del presidio en Buenos Aires en 1705. Luego fue elegido Regidor Perpetuo de San Fernando del Valle de Catamarca.
Más tarde, por Cédula Real, fue designado Encomendero de Tinogasta, Azogasta, Ascala y sus anejos en el Tucumán. La encomienda era muy extensa e incluía la mayor parte de lo que actualmente constituyen los territorios de las provincias de Catamarca y Tucumán.